# Sleeper hit
Dans l'industrie du divertissement, un sleeper hit ou sleeper (en français succès inattendu, succès surprise, révélation) est un film, une série télévisée, une production musicale, un jeu vidéo ou un autre produit de divertissement dont le distributeur ne pensait pas qu'il allait devenir un gros succès mais qui le devient, souvent de façon graduelle.
Dans la plupart des cas, le sleeper hit ne bénéficie pas de beaucoup de promotion ou connaît un lancement laborieux, mais il finit par attirer le consommateur par le bouche à oreille.